# ماريان تملر
ماريان تملر (بالإنجليزية: Marian Tumler)‏ (و. 1887 – 1987 م) هو كاهن كاثوليكي من إيطاليا، ومملكة إيطاليا، توفي في فيينا، عن عمر يناهز 100 عاماً.

## مناصب
تولى منصب رئيس الدير
- سيد فرسان تيوتون الأكبر  [لغات أخرى]‏

.

## روابط خارجية
- ماريان تملر على موقع مونزينجر (الألمانية)